# Ma femme est un ange
Pour plus de détails, voir Fiche technique et Distribution.
Ma femme est un ange (I married an Angel) est un film musical en noir et blanc réalisé par W. S. Van Dyke et Roy Del Ruth, sorti en 1942.
C’est le dernier des nombreux films où Jeanette MacDonald et Nelson Eddy ont joué ensemble. 

## Synopsis
Depuis des années Anna travaille comme dactylo à la banque du comte Palaffi, qui passe pour le plus grand coureur de jupons de Budapest. À l’insu de ce dernier on l’invite à la fête d'anniversaire de son patron. Sur les conseils d'une collègue jalouse, elle s'habille en ange. Son aspect innocent impressionne le comte à tel point qu'elle lui réapparaît plus tard dans un rêve comme un ange.

## Fiche technique
- Titre : Ma femme est un ange[1]
- Titre original : I Married an Angel
- Réalisation : W. S. Van Dyke et Roy Del Ruth
- Scénario : Anita Loos, Richard Rodgers (adaptation musicale), d'après la pièce de Vassari Jano et Lorenz Hart (1938)
- Producteur : Hunt Stromberg
- Société de distribution : Metro-Goldwyn-Mayer)
- Chef opérateur : Ray June
- Musique : Herbert Stothart
- Direction artistique : Cedric Gibbons
- Montage : Conrad A. Nervig
- Décors : Edwin B. Willis
- Costumes : Sophie Devine, Robert Kalloch
- Format : noir et blanc — 1.37:1 — son : mono
- Pays de production :  États-Unis
- Genre : comédie romantique, film musical et fantastique
- Durée : 84 min
- Dates de sortie : 
  - États-Unis : 9 juillet 1942
  - France : 22 décembre 1944

## Distribution
- Jeanette MacDonald : Anna/Brigitta
- Nelson Eddy : le Comte Palaffi
- Edward Everett Horton : Peter
- Binnie Barnes : Peggy
- Reginald Owen : Whiskers
- Douglass Dumbrille : Baron Szigethy
- Mona Maris : Marika
- Janis Carter : Suffi
- Anne Jeffreys : Polly

Acteurs non crédités
- Oliver Blake : M. Adolph Gherkin
- Leonard Carey : un serviteur
- Cecil Cunningham : Mme Herbert Fairmind
- George Davis : un vendeur ambulant
- Vaughan Glaser : Frère Andreas
- Robert Greig : Oscar
- Otto Hoffman : M. Flit
- Gertrude Hoffmann : Lady Gimcrack
- Carol Hughes : Nellie Bellas
- Odette Myrtil : la modiste
- Rafaela Ottiano : Madelon
- Lon Poff : M. Dodder
- Georges Renavent : Pierre Durant
- Almira Sessions : Mme Scallion
- Anita Sharp-Bolster : Mme Kipper

## Chansons
Les musiques de ce film ont été composées par Richard Rodgers (musique) et Lorenz Hart (paroles).
- I Married An Angel
- Spring is Here
- Tira-Lira-La
- I'll Tell the Man in the Street
- Hey Butcher
- May I Present the Girl
- Now You've Met an Angel
- But What of Truth
- A Twinkle in Your Eye